# Джейдон Гібберт
Джейдон Гібберт (англ. Jaydon Hibbert, нар. 17 січня 2005) — ямайський легкоатлет, який спеціалізується у потрійному стрибку.

## Спортивні досягнення
Чемпіон світу серед юніорів у потрійному стрибку (2022).
Срібний призер чемпіонату світу серед юніорів у потрійному стрибку (2021).
Рекордсмен світу серед юніорів у потрійному стрибку (17,87; 2023).